# Wieniawa (herb szlachecki)
Wieniawa (Bawola Głowa, Bawół, Bavolina Caput, Caput Bawola, Caput Bubalum, Pierstynia, Ząbrza Głowa, Zubrza Głowa) – polski herb szlachecki pochodzenia morawskiego, noszący zawołanie Wieniawa. Przekazy legendarne umieszczają początki tego herbu w XI wieku, jednakże najstarsza znana pieczęć z tym herbem pochodzi z 1382 roku. Był najbardziej rozpowszechniony na ziemi poznańskiej, łęczyckiej, sieradzkiej, lubelskiej i sandomierskiej oraz w księstwie oświęcimskim.
Spośród ponad 200 rodów używających Wieniawy największe znaczenie uzyskali: Broniszowie, Długoszowie, Leszczyńscy, Zubrzyccy, a na Litwie Białozorowie i Jundziłłowie.

## Opis herbu
Oto opis współczesny, stworzony z uwzględnieniem zasad blazonowania zaproponowanych przez Alfreda Znamierowskiego:
W polu złotym żubrza głowa czarna z kołem złotym w nozdrzach.
Klejnot: pół ukoronowanego lwa złotego z szablą w prawej łapie..
Labry: Czarne, podbite złotem.

## Historia

### Opisy historyczne
Jan Długosz, w swoich Klejnotach pisze:

WYENYAWA in campo aureo deferens caput zabrinum, ex cuius naribus pendet circulus

 co tłumaczy się na: 

WIENIAWA w polu złotym nosi głowę żubrzą, z której nozdrzy zwiesza się kolec.

Bartosz Paprocki w Herbach rycerstwa polskiego podaje opis jako:

głowa czarna zubrza z rogi, i w nozdrzach wić skręcona (...) ma być w polu żółtem

oraz:

Temuż do herbu przydano supra aureum velus, które było na głowie bawolej, koronę złotą, na niej lew w koronie siedząc trzyma w jednej nodze miecz goły

Opis podany przez Kaspra Niesieckiego jest o wiele bardziej drobiazgowy:

Głowa żubrza powinna być, czarnego koloru, rogi u niej tak ułożone, jakby księżyc nie pełny wyrażały, przez nozdrza wić zawiedziona w koło skręcona, czyli jako inni chcą, cyrkuł złoty, w zakrętach poczerniony, w polu żółtem.

a później o klejnocie:

inni Lwa w koronie nad hełmem wyniesionego w górę malują, w jednej łapie miecz zaniesiony do cięcia trzymającego, lew złoty być powinien, miecz srebrny, ogon na grzbiecie u niego, więcej go niż połowę widać, głową w prawą tarczy obróconego.

### Najwcześniejsze wzmianki
- 1382 r. – pieczęć Piotra Drzeczkowskiego z Morkowca[5]
- 1388 r. – pieczęć Macieja, Filipa oraz Wincentego Drzeczkowskich z Morkowca[5]
- 1389 r. – zapiska sądowa[5]

Chorągiew z herbem Wieniawa Jana z Obiechowa brała udział w bitwie pod Grunwaldem.
Mimo że Wieniawici nie uczestniczyli w akcie adopcji herbowej w trakcie unii w Horodle, to już w XV wieku herb pojawił się na Litwie.

### Legenda herbowa
Kacper Niesiecki podaje następującą legendę:

Książę Morawski, dla rozrywki swojej na łowy wyjechał, zaszedł mu drogę żubr, widząc to rycerz imieniem Łastek książęciu assystujący, mąż siły wielkiej, uchwyciwszy go za rogi, nie tylko że go utrzymał, ale też wić z młodego dębczaka wyciętego splecioną gwałtem mu przez nozdrza przetkawszy, i w koło ją nakształt pierścienia skręciwszy, tak do książęcia swego przyprowadził, którego gdy drugiemu dworzaninowi książęcemu dał trzymać, żubr zrozumiawszy tego nie taką siłę, któraby mu podołać mogła, wydzierać się i szamotać z nim począł, co postrzegłszy Łastek, dobywszy mieczu, tak silno w szyję uderzył, że jednym cięciem głowę żubrowi zwalił, za które męztwo pochwalony od książęcia, wziął ten przezacny mąż i obszerną fortunę w nagrodę, i ten herb, a w nim też samę żubrzą głowę.

Morawska wersja legendy herbowej Pernsteinów podana przez B. Paprockiego w „Zwierciadle sławnego Margrabstwa Morawskiego” (1593) jest bardzo podobna, z tą różnicą, iż bohater nazywał się Věňava i był węglarzem, któremu król czeski za ów wyczyn nadał szlachectwo i ziemię w okolicy późniejszego zamku Pernštejn.

### Etymologia
Istnieje kilka przekazów tłumaczących genezę nazwy herbu odwołaniami do legendy herbowej. Marcin Bielski uważał, że nazwa Wieniawa pochodzi witki, którą Łastek żubrowi wsadził w nozdrza. Natomiast Szymon Okolski stawiał dwie hipotezy. Według pierwszej, nazwa herbu pochodzi od imienia rycerza. Druga mówi, że gdy rycerz przyprowadzał księciu żubra, krzyczał w języku morawskim Wien haw, co znaczy pójdź sam.
Oficjalne stanowisko nauki, wyrażone przez heraldyka Józefa Szymańskiego mówi, że Wieniawa jest zawołaniem i nazwą nierozpoznaną. Heraldyk zamieszcza tę opinię jako własną, przytaczając też stanowiska etymologów. Według Brucknera nazwa ta może pochodzić od słowa wian, oznaczającego miotełkę z liści, albo też może być pochodzenia topograficznego. Bawola Głowa, Bawoł, Ząbrza Głowa, Żubrza Głowa są nazwami obrazowymi. Caput Bawola, Bawolina Caput, Caput Babalum to łacińskie nazwy obrazowe. Pierstyna to obca nazwa topograficzna.

## Herbowni
Lista herbownych w artykule sporządzona została na podstawie wiarygodnych źródeł, zwłaszcza klasycznych i współczesnych herbarzy. Należy jednak zwrócić uwagę na częste zjawisko przypisywania rodom szlacheckim niewłaściwych herbów, szczególnie nasilone w czasie legitymacji szlachectwa przed zaborczymi heroldiami, co zostało następnie utrwalone w wydawanych kolejno herbarzach. Identyczność nazwiska nie musi oznaczać przynależności do danego rodu herbowego. Przynależność taką mogą bezspornie ustalić wyłącznie badania genealogiczne.
Pełna lista herbownych nie jest dziś możliwa do odtworzenia, także ze względu na zniszczenie i zaginięcie wielu akt i dokumentów w czasie II wojny światowej (m.in. w czasie powstania warszawskiego w 1944 spłonęło ponad 90% zasobu Archiwum Głównego w Warszawie, gdzie przechowywana była większość dokumentów staropolskich). Lista nazwisk pochodzi z Herbarza polskiego Tadeusza Gajla. Jest to dotychczas najdłuższa lista herbownych (265 nazwisk). Występowanie na liście nazwiska nie musi oznaczać, że konkretna rodzina pieczętowała się herbem Wieniawa. Często te same nazwiska są własnością wielu rodzin reprezentujących wszystkie stany dawnej Rzeczypospolitej, tj. chłopów, mieszczan, szlachtę.
Albinowicz, Albinowski, Anferowicz.
Bambelski, Bedelański, Bedleński, Bedliński, Będzieński, Białłozor, Białozor, Białozór, Blandowski, Bobbe, Boczkowski, Bodzanta, Bodzenta, Bodzęta, Bognar, Bognarewicz, Bognarowicz, Bolko, Borejka, Borejko, Boreyko, Bosuta, Bożkowski, Brachowski, Brodnicki, Brodowicki, Brodowski, Brodzikowski, Bronisz, Bronowski.
Chabielski, Chadziewicz, Cherubin, Chlewiński, Chmielewski, Chmielowski, Chrzczonowicz, Ciświcki, Czermieński, Czermiński, Czernikowski, Czerwiński.
Denkowski, Denowski, Derżko, Długosz, Długoszewski, Długoszowski, Dorf, Dowejko, Drzeczkowski, Dynowski, Dziczkowicz, Dziekanowski, Dzierzko, Dzierzkowicz, Dzierżkowicz.
Elgot
Frąckiewicz, Frykacz.
Gadziewicz, Gajdziewicz, Gamza, Gliczmer, Gliwicz, Godziewicz, Gogolthil, Gołuchowski, Gorbacki, Gorzycki, Gosławski, Gozdzielski, Gozdziewski, Gozdzikowski, Grabowski, Gromadzki, Gryniewicz.
Hadziewicz, Harasimowicz, Harasimowicz-Broniuszyc, Hordziejewicz, Huczyński, Hulewicz.
Janwicz, Jatowt, Jatowtowicz, Jundził, Jundziłł.
Kalita, Karkiewicz, Karmiński, Karniński, Kaweczyński, Kawęczyński, Klimaszewski, Klityński, Kłodnicki, Kolbus, Kopsowicz, Koruna, Kosowicz, Kossowicz, Kossowski, Koszewicz, Kozienicki, Kozinicki, Krakowiński, Krukowski, Kucharski.
Lastek, Lenartowski, Leskiewicz, Leszczyński, Leśkiewicz, Lgocki, Libiszewski, Libiszowski, Lichowski, Linck, Lingk, Linke, Lubatyński, Lubieszowski, Lubiński, Lubiszewski, Lubomeski, Lubomęski.
Łabiszewski, Łastek, Łubiński, Łukaszewicz.
Magnuszewski, Makacewicz, Malawski, Malcherowicz, Mankszyc, Markowski, Marszałkowski, Marszewski, Mąszyk, Mążyk, Mendwid, Mężyk, Miąciński, Miączyński, Michalski, Michałowski, Mierzejewski, Mierzejowski, Mierzwiński, Milewicz, Montwid, Montwit, Montywid.
Narecki, Narewicz, Narewski, Narkiewicz, Narkowicz, Niedzielski, Nieprowski, Niewieski.
Obichowski, Obidiowski, Obiechowski, Obiedło, Odyński, Okryński, Ostrowąski, Owczarski.
Passowicz, Pawłowski, Pągowski, Pella, Pełka, Persztein, Płonkowski, Pobikrowski, Pohl, Połujan, Porycki, Pracki, Pruszecki, Pruszkowski, Przybysławski, Puchała, Pułjan, Pułjanowski.
Radzikowski, Ragoza, Rahoza, Rakowski, Rawdowicz, Rylski, Ryłło, Ryło.
Sanczalski, Sawicki, Skrzetuski, Sleński, Slesiński, Sleszyński, Słabosz, Słaboszewicz, Słoński, Sługocki, Służewski, Snopek, Snopkowicz, Soczołowski, Spargalth, Sprzednicki, Srzednicki, Stabiński, Staboszewicz, Starunow, Strzałkowski, Strzembosz, Sulencki, Sulęcki, Sulikowski, Szabliński, Szafarowicz, Szafranowicz, Szednicki, Szlagier, Szlażewicz, Szlencewicz.
Śleński, Ślesiński, Śleszyński, Średnicki, Śrzednicki.
Tabor, Tarnowski, Torosowicz, Toroszowicz, Tszyrski, Turosowicz, Turoszowicz, Twardawa, Twardowa, Twardowski.
Wayski, Węgierski, Wierciński, Wierszycki, Wierzbnowski, Wildziewicz, Wiłodziewicz, Wirszycki, Wiśniewski, Witoszyński, Wojecki.
Zadorski, Zawadziński, Zebrowski, Zembrowski, Zubrzycki.
Żebrowski, Żodkiewicz, Żotkiewicz, Żubr.
Według Kaspra Niesieckiego herbem posługiwały się rodziny: Bedleński, Białozor, Bognarewicz, Brodnicki, Bronisz, Chmielewski, Ciświcki, Czermiński, Długosz, Dierzkowicz, Elgot, Hadziewicz, Jundziłł, Leszczyński, Libiszewski, Mężyk, Miącińśki, Narkiewicz, Obichowski, Perszten, Ryło, Słabosz, Szczepanowski, Śleński, Ślesiński, Węgierski, Wieniawski, Wojski, Zadorski, Zebrowski.

### Znane osoby pieczętujące się herbem Wieniawa
Wieniawici, mimo małej liczby herbownych, wydali dużo sławnych ludzi, często w obrębie jednej rodziny.
- Jan z Obichowa – kasztelan śremski, wiódł chorągiew własną rodu Wieniawitów w bitwie pod Grunwaldem
- Dobiesław Puchała – rycerz, husyta, uczestnik bitwy pod Grunwaldem, Koronowem, starosta gniewkowski, starosta bydgoski, protoplasta rodu Puchała.
- Mikołaj Chabielski – (ur. XVI w., zm. po 1615), zawodowy żołnierz, artylerzysta, pisarz polityczny
- Stanisław Leszczyński (1677–1766) – król Polski
- Maria Leszczyńska – księżniczka, córka Stanisława I Leszczyńskiego, żona Ludwika XV Burbona, króla Francji
- Piotr Jakub Bronisz – marszałek konfederacji warszawskiej
- Jan Roman Bronisz – podczaszy kaliski
- Jan Długosz – historyk
- Bolesław Wieniawa-Długoszowski – generał Wojska Polskiego
- Andrzej Leszczyński – prymas Polski i Litwy, kanclerz wielki koronny
- Andrzej Leszczyński (wojewoda brzeskokujawski) – wojewoda brzeskokujawski
- Bogusław Leszczyński – podskarbi i podkanclerzy koronny (protestant)
- Rafał Leszczyński (zm. 1441), podkomorzy kaliski, starosta generalny Wielkopolski, protoplasta rodu Leszczyńskich
- Rafał Leszczyński – wojewoda brzeski i kasztelan śremski (protestant)
- Rafał Leszczyński – wojewoda bełski (” papież kalwinów „ w Polsce)
- Rafał Leszczyński – starosta wschowski, podstoli koronny, starosta generalny Wielkopolski, podskarbi wielki koronny
- Wacław Leszczyński – wojewoda kaliski, kanclerz wielki koronny
- Wacław Leszczyński – biskup warmiński, prymas Polski
- Władysław Leszczyński (zm. 1657), biskup kijowski i biskup nominat chełmiński

## Wieniawa poza granicami Korony i Litwy

### Morawy
Herbem bardzo podobnym do Wieniawy pieczętowała się czeska możnowładcza rodzina Perszteinów (czes. Pernštejnové, niem. von Pernstein) pochodząca z Moraw. Perszteinowie byli w posiadaniu tytułu hrabiowskiego. Szczyt znaczenia rodzina ta osiągnęła w XVI wieku, kiedy byłą najsilniejszym rodem szlacheckim w Królestwie Czech. Ród ten wymarł po mieczu w 1631, a po kądzieli w 1646.

## Związek z herbem Pomian
Według legendy przytaczanej między innymi przez Niesieckiego za Janem Długoszem, Pomian jest uszczerbionym herbem Wieniawa:

Łastek Hebda z Grabia, brata swego rodzonego Jaranda, dziekana Gnieźnieńskiego zabił o to, że go często o nieprzystojne życie strofował, działo się to według nich we wsi Lubania, za który excess, krom inszej kary, i tę na sobie bratobójca wyniósł, że z herbu Wieniawa, którym się z przodków swoich pieczętował, kołko zdjęto, a miecz przez głowę, tym kształtem jako widzisz, nadano, i herb sam nazwany Pomian, niby Pomni nań, czyli raczej od pomieniania za herb Wieniawa (...)

Wedle tej legendy natomiast, Pomian pochodzić ma od wyrażenia Pomni nań, użytego w odniesieniu do bratobójcy (Pomnij na niego, czyli na zabitego brata), bądź też od pomienienia herbu Wieniawa.

## Występowanie w heraldyce terytorialnej
Wieniawici nie byli zbyt licznym rodem herbowym. Mimo to, herby niektórych (głównie wielkopolskich) miejscowości wskazują na pamięć o swoich dawnych właścicielach.
Według Kaspra Niesieckiego, herb województwa kaliskiego pierwotnie przedstawiał tylko czerwono-srebrną szachownicę. Zwycięstwo wojewody kaliskiego herbu Wieniawa upamiętniono, dodając głowę żubra do herbu województwa. Zygmunt Gloger w Geografii ziem dawnej Polski pisał, że herbem woj. kaliskiego była Wieniawa tj. głowa żubra w koronie, z pierścieniem, przechodzącym przez nozdrza, na polu w szachownicę z barwy białej i czerwonej ułożonem. Do dzisiaj tego herbu używa powiat kaliski. Pośrednio do Wieniawy nawiązywał też herb województwa łódzkiego w II Rzeczypospolitej, gdzie herb województwa kaliskiego był jednym z godeł.
Ponadto herbu województwa kaliskiego używali też w swoich herbach królowie: Władysław Jagiełło, Władysław Warneńczyk, Kazimierz Jagiellończyk i Jan I Olbracht.
Niemal niezmienionego herbu Wieniawa używają: Dynów i gmina Czermin.

### Herby używające Wieniawy w połączeniu z innymi godłami
Do Wieniawy nawiązują też następujące herby:
- Herb Leszna łączy Wieniawę Leszczyńskich, Sulimę Sułkowskich i Topór Tęczyńskich.
- Herb powiatu leszczyńskiego przedstawia na tarczy czerwono-zielonej, dwudzielnej w słup godło Wieniawy.
- Gmina Przygodzice używa herbu łączącego ze sobą Wieniawę Gołuchowskich i Leszczyńskich oraz Trąby Radziwiłłów.
- Herb gminy Mykanów przedstawia tarczę trójdzielną, na której w lewym, dolnym polu jest herb Wieniawa.
- Herb gminy Gołuchów łączy Wieniawę i Pogoń Litewską.
- Herb gminy Popów przedstawia herb Wieniawa pomiędzy dwoma rzekami.

### Projekty herbów
W 1928 r. Sejmik Krajowy Poznański uchwalił herb województwa poznańskiego – orła piastowskiego z herbu województwa poznańskiego I Rzeczypospolitej z tarczą na piersi z herbem województwa kaliskiego I Rzeczypospolitej. Herb ten jednak nie uzyskał zatwierdzenia.
Wieniawa Czermińskich miała być herbem „Przysuchy niemieckiej”, czyli Czermna. W 1847 w projekcie herbu Przysuchy znalazło się godło Wieniawy między dwiema wieżami. Oba herby się jednak nie przyjęły.

## Odmiany, wersje alternatywne i utytułowane
Istniało kilka odmian herbu Wieniawa, powstałych na skutek takich zjawisk jak zniekształcanie rysunków, tworzenie nowych herbów na potrzeby adopcji i udostojnienia.
Według Kacpra Niesieckiego w innych odmianach herbu głowa żubra nie posiada złotego pierścienia (cyrkułu) w nozdrzach (herb Wieniawa II), czasami także klejnot stanowią trzy pióra strusie (herb Wieniawa III, odmiana Woyskich), albo półtora krzyża (odmiana Szczepanowskich), albo samo godło (odmiana Marklowskich). Własną odmianę miał też ród Ryców, osiadłych w Prusach i na Pomorzu. Ponadto Jakub i Maciej Hadziewiczowie otrzymali w zaborze austriackim tytuł baronowski, w wyniku czego powstał herb własny Hadziewicz

### Odmiany niepewne herbu Wieniawa
Herb Janowskich był odmianą albo herbu Wieniawa, albo Bawola Głowa. Herb ten występował w następujących wariantach:
Janowski I: W polu czerwonym głowa bawola czarna, z pierścieniem złotym (także srebrnym) w nozdrzach. Klejnot: nad hełmem bez korony pięć piór cietrzewich (bądź czaplich) czarnych: trzy z prawej, dwa z lewej. Labry czarne, podbite czerwienią (bądź odwrotnie).
Janowski Ia: Pole błękitne, pierścień srebrny, w klejnocie ogon koguci czarny (po pięć piór na stronę), labry podbite błękitnym.
Janowski Ib: Pole srebrne, klejnot w koronie, która dodatkowo na zawoju czarno-srebrnym, klejnotem jest ogon cietrzewi czarny.
Janowski Ic: Barwy nieznane, godłem jest głowa bawola w prawo, z szyją, wychodząca z lewej strony tarczy, z wywieszonym językiem. Klejnot w koronie: pióra prawdopodobnie czaple, trzy z prawej, dwa z lewej.
| Odmiany herbu Wieniawa | Odmiany niepewne herbu Wieniawa |  |